# Xerophyta goetzei
Xerophyta goetzei är en enhjärtbladig växtart som först beskrevs av Hermann August Theodor Harms, och fick sitt nu gällande namn av Lyman Bradford Smith och Edward Solomon Ayensu. Xerophyta goetzei ingår i släktet Xerophyta och familjen Velloziaceae. Inga underarter finns listade.